# Андрю ван дер Бейл
Андрю ван дер Бейл (на нидерландски: Anne van der Bijl, роден на 11 май 1928 г. в Сент Панкрас, Холандия), познат също като Брат Андрю, е християнски мисионер известен с подвизите си на контрабандно внасяне на библии в комунистическите страни в разгара на Студената война, подвиг, спечелил му псевдонима „Контрабандистът на Бога“.
Брат Андрю учи в Мисионерския колеж на WEC в Глазгоу, Шотландия. Роден е в Сент Панкрас, Холандия, и е четвъртото от седемте деца на беден, почти глух ковач и майка инвалид . Най-старият му брат, Бастиан, е бил аутист савантист.

## Приемане на християнството
В книгата си „God's Smuggler“ (Контрабандист на Бога) Брат Андрю разказва как след Втората световна война се записва в колониалната армия на Холандска Източна Индия при опита за потушаването на бунта, който по-късно води до независимостта на Индонезия. По време на службата си като войник преживява тежък емоционален стрес. След като е ранен в глезена, по време на своята рехабилитация чете Библията непрекъснато. В крайна сметка приема християнството, а глезенът му бива изцелен чудотворно от Бога.

## Посещения в комунистическите страни
През юли 1955 г. той посещава комунистическа Полша, за да види „какво правят моите братя“, имайки предвид нелегалната (подземна) църква. За тази цел се записва в една комунистическа младежка група, което е било единственият законен начин да остане в страната. През това време той се чувства лично призован да откликне на библейското поръчение „Бодърствувай, и закрепи останалото, което е било близо до умиране“ (Откровение 3:2). Това слага началото на мисия, която го води в няколко страни с комунистическо управление, където християните са преследвани – страните зад „Желязната завеса“. 
През годините брат Андрю посещава Югославия, където става персона нонграта, Унгария, Чехословакия, ГДР, България, Румъния, Русия. Навсякъде разнася нелегално внесени библии, преведени на съответния език. Среща се с вярващи и често проповядва на тайно организирани събирания по домовете на хората. Пътуванията му са изпълнени с опасности, оскъдни средства, но вярата му е несломима. Той изпълнява мисиите си с упованието, че щом бог го е изпратил, то неговите нужди ще бъдат посрещнати, че ще получи напътствия и подкрепа в трудни ситуации. Така животът му се съпътства от почти ежедневни чудеса.
През 1957 г. Ван дер Бейл пътува до столица на Съветския съюз, Москва, във Фолксваген „Калинка“, който по-късно се превръща в символ на „Отворени врати“, мисионерската организация, основавана от него. Тази кола му е подарена от една възрастна двойка, негови наставници, защото е можела да побере няколко Библии и духовна литература. Въпреки че внасянето на духовна (и друг вид) литература е в противоречие със законите на някои от страните, които той посещава, често преминавайки през контролно-пропускателни пунктове Ван дер Бейл оставя част от пренасяните от него книги на видно място, като знак на доверие в Божията закрила. 
Брат Андрю посещава Китай през 1960 г., след като Културната революция е възприела враждебна политика по отношение на християнството и други религии. Това е времето на т. нар. Бамбукова завеса. Той отива в Чехословакия по време на узорпирането ѝ от съветските войски при „Пражката пролет“ от 1968 г., което слага край на относителната религиозна свобода в страната. Окуражава своите вярващи другари там и дори раздава библии на руските окупационни сили. През 60-те прави също и първите си посещения в Куба след революцията в страната.
През 1976 г. в някои африкански страни се установяват атеистични режими. Ван дер Бейл написва книга за духовните проблеми на този континент и чрез редица конференции призовава местните християнски водачи да укрепват духовно своите общности.

### Контрабандист на Бога
През 1967 г. излиза първото издание на „God’s Smuggler“ (Контрабандист на Бога), написана от Джон и Елизабет Шерил. Книгата разказва историята на ранното детство брат Андрю, неговото приемане на християнската вяра и приключенията му като контрабандист на библии зад Желязната завеса. Вече са продадени над 10 милиона екземпляра от нея на тридесет и пет езика. 

## Близкият изток
След падането на комунизма в Европа, брат Андрю измества фокуса си към Близкия изток и работи за укрепване на църквата в ислямския свят. През 70-те посещава няколко пъти разкъсвания от войни Ливан, воден от убеждението, че „глобалният конфликт в последните времена ще бъде съсредоточен върху Израел и съседните му страни“.

### Силите на светлината и Тайните вярващи
През 90-те години, той посещава региона отново няколко пъти. В книгата „Light Force“ (Силите на светлината) Ван дер Бейл разказва за арабски и ливански църкви в Ливан, Израел и израелските арабски области, които изразяват огромна радост от самото посещение на свой другар-християнин от чужбина, понеже се чувстват забравени от църквата в западния свят. Също така, той и неговият спътник Ал Янсен се срещат с водачи на Хамас и Организацията за освобождение на Палестина, включително с Ахмед Ясин и Ясер Арафат, на които подаряват библии. По-нататък в книгата се разказва за организация наречена Musalaha (арабска дума, означаваща „помирение“), основана от палестинския евангелски водач Салим Мунайер, която се опитва да сближи израелците с местните израелски араби.
Седмата книга на брат Андрю, озаглавена „Secret Believers“ (Тайните вярващи: Какво се случва, когато мюсюлмани повярват в Христос), е издадена на 1 юли 2007 г.